# Australian Open de 2002
O Australian Open de 2002 foi um torneio de tênis disputado nas quadras duras do Melbourne Park, em Melbourne, na Austrália, entre 14 e 27 de janeiro. Corresponde à 34ª edição da era aberta e à 90ª de todos os tempos.

## Finais

### Profissional
| Categoria | Evento    | Campeã(s)(o/ões)                 | Vice-campeã(s)(o/ões)                      | Resultado           | Chave(s)  | Chave(s)       |
| --------- | --------- | -------------------------------- | ------------------------------------------ | ------------------- | --------- | -------------- |
| Simples   | Masculino | Thomas Johansson                 | Marat Safin                                | 3–6, 6–4, 6–4, 7–64 | principal | qualificatório |
| Simples   | Feminino  | Jennifer Capriati                | Martina Hingis                             | 4–6, 7–67, 6–2      | principal | qualificatório |
| Duplas    | Masculino | Mark Knowles Daniel Nestor       | Michaël Llodra Fabrice Santoro             | 7–64, 6–3           | principal | principal      |
| Duplas    | Feminino  | Martina Hingis Anna Kournikova   | Daniela Hantuchová Arantxa Sánchez Vicario | 6–2, 76–7, 6–1      | principal | principal      |
| Duplas    | Misto     | Daniela Hantuchová Kevin Ullyett | Paola Suárez Gastón Etlis                  | 6–3, 6–2            | principal | principal      |

### Juvenil
| Categoria | Evento    | Campeã(s)(o/ões)               | Vice-campeã(s)(o/ões)            | Resultado     | Chave(s)  | Chave(s)       |
| --------- | --------- | ------------------------------ | -------------------------------- | ------------- | --------- | -------------- |
| Simples   | Masculino | Clément Morel                  | Todd Reid                        | 6–4, 6–4      | principal | qualificatório |
| Simples   | Feminino  | Barbora Strýcová               | Maria Sharapova                  | 6–0, 7–5      | principal | qualificatório |
| Duplas    | Masculino | Ryan Henry Todd Reid           | Florin Mergea Horia Tecău        | w.o.          | principal | principal      |
| Duplas    | Feminino  | Gisela Dulko Angelique Widjaja | Svetlana Kutznetsova Matea Mezak | 6–2, 5–7, 6–4 | principal | principal      |

### Cadeirante
| Categoria | Evento    | Campeã(s)(o/ões) | Vice-campeã(s)(o/ões) | Resultado | Chave     |
| --------- | --------- | ---------------- | --------------------- | --------- | --------- |
| Simples   | Masculino | Robin Ammerlaan  | David Hall            | 6–2, 6–4  | principal |
| Simples   | Feminino  | Esther Vergeer   | Daniela di Toro       | 6–2, 6–0  | principal |